# 大進撃

大進撃（だいしんげき、La Grande Vadrouille）は、1966年のフランスのコメディ映画。第二次世界大戦下のフランスが舞台。監督はジェラール・ウーリー。日本では1967年に公開。テリー＝トーマス、ブールヴィル、ルイ・ド・フュネス主演。
1966年に1700万人以上の観客を集めたこの映画は、1997年に『タイタニック』（2075万人）に抜かれるまで、30年以上に渡ってフランスにおける全ての国の映画の興行収入で史上最高位の座を保ちつづけた。フランス映画では2008年のダニー・ムーン監督の『Bienvenue chez les Ch'tis』（2048万人）に抜かれるまで、42年間その最高位を保ち続けた。
2015年現在では上記2作品および『Intouchables』『白雪姫』（2009年に1800万人を達成）に続き、フランスにおける興行収入史上第5位である。
フランス語原題のvadrouilleは「ぶらぶら歩き」「散歩」あるいは「放浪」という意味であり、邦題の「進撃」とは意味がだいぶ異なる。

## あらすじ
1942年、ナチス占領時代のパリ。イギリス空軍の戦闘機がパリ上空で撃墜され、乗組員たちは脱出前にパリのモスクに集合すると決めた上で、パラシュートで脱出した。隊長のサー・レジナルド・ブルークはヴァンセンヌの森の動物園に着陸した。2人目のピーター・カニングハムは、ペンキ職人のオーギュスタン・ブーヴェの籠の上に引っかかり、彼の手引きで隠れることとなった。3人目のアラン・マッキントッシュはオペラ・ガルニエの屋根に着陸し、オーケストラの指揮者スタニスラス・ルフォールの楽屋に逃げ込んだ。
二人のフランス人は、嫌々ながらも、イギリス兵たちをかばいながら自由地域経由でイギリスへ脱出させるための手引きをすることになり、ナチ将校アシュバッハの手を逃れながらブルゴーニュ方面へと向かった。ムルソーのホテルの女将ジェルメーヌを始めとするレジスタンスたちの手を借りながら、彼らはグライダーで境界線を突破する。

## スタッフ
- 監督 - ジェラール・ウーリー
- 助監督（第2チーム） - クロード・クレマン
- 脚本 - ジェラール・ウーリー、ダニエル・トンプソン（フランス語版）、マルセル・ジュリアン（フランス語版）
- 演出 - ジョルジュ・タベ（フランス語版）、アンドレ・タベ（フランス語版）
- 音楽 - ジョルジュ・オーリック、および以下の楽曲を使用
  - エクトル・ベルリオーズ：オペラ『ファウストの劫罰』より『ラコッツィ行進曲』（ロベール・ベネデッティ指揮パリ管弦楽団の演奏による）、同オペラ『序曲』の一部
  - 『二人でお茶を』
  - 『Ein Jäger aus Kurpfalz』（ドイツ民謡）

## キャスト
| 役名                       | 俳優                       | 日本語吹き替え | 役柄                               |
| -------------------------- | -------------------------- | -------------- | ---------------------------------- |
| オーギュスタン・ブーヴェ   | ブールヴィル               | 藤村有弘       | 気弱なペンキ職人                   |
| スタニスラス・ルフォール   | ルイ・ド・フュネス         | 早野寿郎       | オーケストラの指揮者               |
| サー・レジナルド・ブルーク | テリー＝トーマス           | 藤本譲         | 口ひげのイギリス空軍隊長           |
| ピーター・カニングハム     | クローディオ・ブルーク     | 納谷六朗       | レジナルドの部下のイギリス空軍隊員 |
| アラン・マッキントッシュ   | マイク・マーシャル         | 田中秀幸       | レジナルドの部下のイギリス空軍隊員 |
| ジュリエット               | マリー・デュボワ           |                |                                    |
|                            | ピエール・ベルタン         |                | ジュリエットの祖父                 |
| マリー＝オディル           | アンドレア・パリシー       |                | 修道女                             |
| アシュバッハ少佐           | ベンノ・シュターゼンバッハ |                | ナチス将校                         |
| ジェルメーヌ               | コレット・ブロッセ         |                | ホテルの女将                       |
|                            | ミシェル・モド             |                | 斜視のドイツ軍兵士                 |
|                            | ギイ・グロッソ             |                | おしゃべりな音楽家                 |

- 吹き替え放映 - 1974年5月6日 TBS『月曜ロードショー』

## 受賞
- 1966年 タオルミーナ映画祭、外国映画最優秀賞
- 1967年 ダヴィッド・ディ・ドナテッロ賞、金賞
- 1977年 ゴールデーネ・ラインヴァント（ゴールデン・スクリーン）、外国映画最優秀賞

## 興行収入
この映画の公開時のフランスにおける興行収入は、17,267,607人にのぼる。
1966年のフランスの興行収入の第1位を獲得しただけでなく、1939年の『風と共に去りぬ』を抜いて史上最高位となり、1997年に『タイタニック』に抜かれるまで、30年間にわたってその座を保ち続けた。
詳細は以下の通りである。
| 週 | 順位 | 入場者数 | 週 | 順位 | 入場者数 | 週 | 順位 | 入場者数 | 週 | 順位 | 入場者数 |
| -- | ---- | -------- | -- | ---- | -------- | -- | ---- | -------- | -- | ---- | -------- |
| 1  | 1    | 105,752  | 7  | 1    | 73,033   | 13 | 1    | 41,860   | 19 | 6    | 18,488   |
| 2  | 1    | 104,604  | 8  | 1    | 65,530   | 14 | 2    | 39,050   | 20 | 5    | 24,300   |
| 3  | 1    | 136,192  | 9  | 1    | 60,726   | 15 | 3    | 33,789   | 21 | 2    | 53,140   |
| 4  | 1    | 136,714  | 10 | 1    | 71,010   | 16 | 3    | 53,080   | 22 | 1    | 46,847   |
| 5  | 1    | 84,730   | 11 | 2    | 47,570   | 17 | 3    | 48,040   | 23 | 2    | 30,506   |
| 6  | 1    | 79,580   | 12 | 3    | 42,850   | 18 | 5    | 28,510   |    |      |          |

1997年に外国映画で『タイタニック』（2075万人）が、2008年ではフランス映画でダニー・ムーン監督の『Bienvenue chez les Ch'tis』（2048万人）が、記録を更新した。しかしながらフランス映画に於けるフランス全国民の34%が映画館で観劇したという記録は、『Bienvenue chez les Ch'tis』の31%を上回り、未だに第1位を記録している。
ドイツでは初の第2次世界大戦を舞台にしたコメディ映画である。西ドイツではDrei Bruchpiloten in Parisの名で、東ドイツではDie große Sauseの名で公開され、1974年の再公開時に東西合わせて330万人を記録した（1967年の初公開時は記録がない）。スペインでは136万人、スウェーデンでは77万人、ソビエト連邦では3780万人を記録した。

### フランスでのテレビ放送
最初のフランスでのテレビ放送は、1976年1月1日にフランス第2放送にて行われた。2014年までに、TF1で17回、フランス第2放送および現在のFrance 2で11回、また他のチャンネルでも放送されている。
TF1の放送では、第8回目の1988年に46.7%の視聴率を得た。第11回目の2002年は900万人、第12回目は930万人が視聴した。2009年12月20日の第15回目の放送では、900万人以上の視聴者で33%の視聴率を確保し、フランスにおける年間視聴者数第1位を獲得した。2012年1月1日の第16回目の放送では870万人の視聴者を得た。2014年12月21日の第17回目の放送では、7,239,000人の視聴者数、28.5%の視聴率を得た。

## ロケ地
ロケ地は以下の通りである。
- パリ
  - 下水道
  - 1区、ベルタン・ポワレ通り Rue Bertin-Poirée
  - 5区、グランド・モスケ・ド・パリとそのハマム（浴場）
  - 8区、シャンゼリゼ通り
  - 9区、オペラ・ガルニエ
  - 10区、パリ東駅（劇中ではパリ・リヨン駅の設定）
  - 12区、ヴァンセンヌの森
  - 16区、贋造博物館（劇中ではナチスSSの支局の設定。この隣の建物の壁をペンキ職人ブーヴェが塗り、そこにイギリス兵ブルークが着陸したシーン）
  - 18区、モンマルトルの丘（空襲警報のシーン）
- パリ近郊（旧セーヌ＝エ＝オワーズ県）
  - ブーローニュ＝ビヤンクール
  - サン＝クルー
  - サンテニー
- コート＝ドール県
  - ディジョン
  - ムルソー
  - ボーヌ（ボーヌ旧ホスピス）
  - ラ・ロシュポ
- ニエーヴル県
  - ドレモン（アンティアン）
  - ブーク・ロルム
- ヨンヌ県
- アヴェロン県
  - ミヨー、モンペリエ＝ル＝ヴュー奇岩群（ブールヴィルがルイ・ド・フュネスを肩車する、この映画の中の一番有名なシーン[11]）
- カンタル県
- オート＝サヴォワ県
  - タナンジュ
  - エッセール・ロマン

## その他
- ブールヴィルとルイ・ド・フュネスは、この映画の前年に『大追跡』で共演している。しかしそれ以前にも、『Poisson d'avril（エイプリールフール）』 （1954年）、『Les Hussards（軽騎兵）』（1955年）、『パリ横断 La Traversée de Paris』（1956年）で共演している。
- この映画の撮影中、ブールヴィルとルイ・ド・フュネスは「これが二人の共演の最後の映画になるだろう」と冗談交じりに話していた。しかしそれは現実のものとなった。ブールヴィルとジャン＝ポール・ベルモンド主演の『大頭脳 Le Cerveau』の後、ジェラール・ウーリー監督は『大乱戦 La folie des grandeurs』の脚本を準備していたが、ブールヴィルはガンで逝去した。ブールヴィルの代役にはイヴ・モンタンが起用され、ルイ・ド・フュネスとの新たなコンビを得たこの映画は1971年の興行収入第4位となった[11]。
- この脚本の初稿は双子の姉妹がイギリス兵を助けてフランスを横断するというものであり、ジェラール・ウーリーはそれをプロデューサーのヘンリ・ドイチュマイスターに売却していたが、後に権利を取り戻し、その際に主役をブールヴィルとルイ・ド・フュネスのコンビに設定し直した。「主役が少女2人？冗談じゃない。男二人に変更だ！」初稿のまま残っているのはボーヌのホスピスのシーンのみである[11]。
- ドイツ兵の制服に変装したブールヴィルがルイ・ド・フュネスを肩車するシーン[12]はオリジナルにはなく、二人のアドリブによるものである。脚本の予定では壁から落ちたド・フュネスがブールヴィルを巻き込んで地面まで転がり落ちるというものであり、スタントマンが予定されていた。結果的にこのシーンはフランスのコメディ映画屈指の名シーンとして現在まで語り継がれている[11]。撮影はミヨーにあるモンペリエ＝ル＝ヴュー奇岩群で行われた。スタントマンのレミー・ジュリアンは、オートバイを運転するドイツ軍兵役で出演している。
- この映画は、アメリカ映画『パリのジャンヌ・ダーク Joan of Paris』（1942年）へのアナロジーが多く見られる。アメリカ空軍の兵士がパリに不時着し、フランス人の少女（ミシェル・モルガン）に助けられるロマンス映画である。